# Alecrim Futebol Clube
L'Alecrim Futebol Clube, conosciuto semplicemente come Alecrim, è una società calcistica brasiliana con sede nella città di Natal, nello Stato del Rio Grande do Norte.

## Storia
L'Alecrim Futebol Clube è stato fondato il 15 agosto 1915 da un gruppo di ragazzi, incluso il futuro presidente brasiliano Café Filho. Il club ha vinto sette volte il Campionato Potiguar e ha partecipato al Campeonato Brasileiro Série A nel 1986, dove è stato eliminato al primo turno.
Il 4 febbraio 1968, il famoso giocatore Garrincha ha giocato una partita con l'Alecrim contro lo Sport.
Nella stagione 2023, L’Alecrim arrivò ultimo nel Campeonato Potiguar collezionando solo 3 punti. L’Alecrim fu costretto a retrocedere nel Campeonato Potiguar Segunda Divisão.

## Palmarès

### Competizioni statali
- Campionato Potiguar: 7

1924, 1925, 1963, 1964, 1968, 1985, 1986
- Campeonato Potiguar Segunda Divisão: 1

2022